# Troglochthonius doratodactylus
Espèce
Troglochthonius doratodactylus est une espèce de pseudoscorpions de la famille des Chthoniidae.

## Distribution
Cette espèce se rencontre en Italie en Frioul-Vénétie Julienne et en Croatie,.

## Description
Les mâles mesurent de 1,7 à 2,3 mm et la femelle 2,1 mm.

## Publication originale
- Helversen, 1968 : Troglochthonius doratodactylus n. sp., ein troglobionter Chthoniide (Arachnida: Pseudoscorpiones: Chthoniidae. Senckenbergiana Biologica, vol. 49, p. 59-65.